# Epiperola
Epiperola is een geslacht van vlinders van de familie slakrupsvlinders (Limacodidae).

## Soorten
- E. albimarginata (Kaye, 1901)
- E. antelia (Druce, 1906)
- E. arcuata (Druce, 1898)
- E. archaea Dognin, 1914
- E. cinereum (Forbes, 1943)
- E. conformis Dyar, 1912
- E. dertosa (Druce, 1900)
- E. drucei (Schaus, 1892)
- E. dyari Dognin, 1910
- E. flexilinea Dognin, 1911
- E. grandiosa Dognin, 1911
- E. includens (Dognin, 1914)
- E. lagoaphila Dyar, 1906
- E. monochroma Dyar, 1908
- E. paida Dyar, 1912
- E. peluda (Dognin, 1899)
- E. perornata Dyar, 1906
- E. radiata Gaede, 1916
- E. sombra Dyar, 1906
- E. vafera (Druce, 1900)
- E. vaferella Dyar, 1908
- E. vafinsa Dognin, 1911